# برايان دولينج
برايان دولينج (بالإنجليزية: Brian Dowling)‏ هو لاعب كرة قدم أمريكية أمريكي، ولد في 1 أبريل 1947 في كليفلاند في الولايات المتحدة.

## وصلات خارجية
- برايان دولينج على موقع كلية كرة السلة في سبورتس رفرنس.كوم (الإنجليزية)
- برايان دولينج على موقع مرجع كرة القدم المحترفة.كوم (الإنجليزية)